# Monumento a los homosexuales y lesbianas perseguidos en el Holocausto
El Monumento a los homosexuales y lesbianas perseguidos en el Holocausto es un monumento erigido en el parque Meir de Tel Aviv, a las afueras del Centro de la Comunidad LGBTIQ, lugar neurálgico para la comunidad gay israelí, que conmemora la memoria de gays, lesbianas, bisexuales y personas transgénero que fueron perseguidos y asesinados durante la Segunda Guerra Mundial por su orientación sexual o identidad de género. El monumento fue erigido por el municipio de Tel Aviv e iniciado por la asociación LGBT Aguda, un miembro del consejo de Tel Aviv-Jaffa Meretz Eran Lev y otros activistas LGBT.

## Historia

### Antecedentes
Con la llegada al poder de los nazis, la aplicación del artículo 175 del Código Penal alemán, que prohibía las relaciones íntimas entre hombres, se vio agravada porque, según el concepto nazi, la homosexualidad se consideraba una violación de la "salud pública". Decenas de miles de sospechosos fueron enviados a campos de concentración, donde fueron identificados con triángulos rosa. La mayoría de ellos fueron esterilizados por la fuerza, y entre 10,000 y 15,000 personas fueron asesinadas. Entre otras cosas, las víctimas también fueron utilizadas para experimentos médicos diseñados para "curar la homosexualidad". Las lesbianas que fueron consideradas "extrovertidas" también fueron identificadas con un triángulo negro y enviadas al campo de concentración de Ravensbrueck. 

### Inauguración
La inauguración del monumento tuvo lugar el 10 de enero de 2014, en presencia del alcalde Ron Huldai, el embajador de Alemania en Israel, Andreas Michaelis, y otras figuras públicas.
El monumento en Tel Aviv es el séptimo en el mundo erigido en memoria de los homosexuales perseguidos y asesinados en el Holocausto, y el primero de su tipo en Israel en conmemorar a las víctimas del Holocausto no judío. Esto significa cerrar un círculo histórico, a un tema no aceptado previamente en Israel. En el discurso del profesor Zimmerman durante la ceremonia de inauguración, dijo: 

"האנדרטה היא צעד גדול לישראל, כיוון שהיא עוזרת לפטור את עצמה מה"מונופול" של היותה קורבן. אנחנו סוף סוף משילים את העומס של להיות הקורבן הבודד ואולטימטיבי... ויכולים ללמוד מכך שעל ידי הכרה בקורבנותיהם של אחרים, אין הדבר מפחית את ייחודו של קורבן משלך."
El monumento es un gran paso para Israel, ya que ayuda a deshacerse del "monopolio" de ser una víctima. Finalmente estamos perdiendo la carga de ser la víctima solitaria y definitiva... y podemos aprender que al reconocer los sacrificios de los demás, no disminuye su singularidad. De tu propio sacrificio.

### Ataques al monumento
El 25 de octubre de 2018, el monumento fue vandalizado; en dicha ocasión, un grafiti con la inscripción  "Muerte a los LGBT" fue inscrito en hebreo. Se desconoce la identidad de los vándalos.

## Descripción
El monumento fue erigido en el Jardín Meir en Tel Aviv, cerca del centro de la ciudad para la comunidad gay. Fue diseñado por el arquitecto Avi Levy y el arquitecto paisajista Prof. Yael Moriah. El monumento tiene tres triángulos: 
- Triángulo pintado de rosa, en recuerdo de la insignia rosada forzada a vestir al homosexual bajo el régimen nazi.[3]
- Un triángulo que consta de tres bancos de color rosa, frente a él, y en cada uno de ellos está escrito en otro idioma (hebreo, inglés y alemán):[2] "En memoria del régimen nazi perseguido por su orientación sexual e identidad de género".[3]
- Triángulo de hormigón, con explicación histórica. Este subtítulo explica la política hacia las personas LGBT en el Holocausto y menciona a dos judíos homosexuales: el Dr. Magnus Hirschfeld, uno de los pioneros de la lucha por los derechos LGBT y Gad Beck, un activista sionista que fue el último sobreviviente homosexual del Holocausto, que falleció en 2012.[2] El profesor Moshe Zimmerman de la Universidad Hebrea de Jerusalén, quien fue el asesor científico del monumento, fue responsable de la inscripción central en el triángulo de concreto.